# Município de Riley (condado de Sandusky, Ohio)
O município de Riley (em inglês: Riley Township) é um município localizado no condado de Sandusky no estado estadounidense de Ohio. No ano de 2010 tinha uma população de 1.226 habitantes e uma densidade populacional de 11,07 pessoas por km².

## Geografia
O município de Riley encontra-se localizado nas coordenadas 41° 23′ 42″ N, 83° 00′ 09″ O. Segundo a Departamento do Censo dos Estados Unidos, o município tem uma superfície total de 110.78 km², da qual 99.64 km² correspondem a terra firme e (10.05%) 11.13 km² é água.

## Demografia
Segundo o censo de 2010, tinha 1.226 habitantes residindo no município de Riley. A densidade populacional era de 11,07 hab./km². Dos 1.226 habitantes, o município de Riley estava composto pelo 96.49% brancos, o 0.33% eram afroamericanos, o 0.16% eram amerindios, o 0.08% eram asiáticos, o 0.24% eram insulares do Pacífico, o 1.55% eram de outras raças e o 1.14% pertenciam a duas ou mais raças. Do total da população o 6.04% eram hispanos ou latinos de qualquer raça.